# Ahimsa

Símbol jainista d'Ahimsa

Ahimsa (en sànscrit अहिंसा ahiṁsā) és un concepte espiritual que advoca per la no-violència i el respecte a la vida, constituint una doctrina important de l'hinduisme, el jainisme i el budisme.
Literalment, ahimsa significa "no-violència cap a la vida", però té un significat molt més ampli. Significa també que un no pot ofendre a altra persona, havent de compadir-se de l'altre, fins i tot si es tracta d'un enemic. Per a aquells que segueixen aquesta doctrina, no hi ha enemics. Qui creu en l'eficàcia d'aquesta doctrina troba l'últim estat, quan s'arriba a l'objectiu, veient el món als seus peus. Si expressem el nostre amor —ahimsa— de tal manera que marqui per a sempre al nostre enemic, aquest ens tornarà aquest amor. Ahimsa, o el no-dany, per descomptat, implica no matar. Però el no-dany no es refereix únicament a no matar, sinó que implica una abstinència absoluta de causar qualsevol dolor físic o emocional a qualsevol ésser viu, bé sigui per pensament, paraula o obra. El no-dany requereix una ment, una boca, i unes mans pacífiques.
Espiritualment, ahimsa també significa la desaparició del dolor que ha causat una persona, que en moltes ocasions comporta la soledat del mateix individu.

## Gandhi
La primera aparició d'aquest terme en el context de la filosofia índia es troba en les escriptures hindús dites Upanixads, que daten de l'any 800 aC. Mohandas Gandhi va introduir el concepte ahimsa a Occident. Posteriorment, els moviments occidentals en favor dels drets civils, liderats per Martin Luther King Jr. entre d'altres, es van veure influenciats per aquest concepte, i van realitzar protestes pacifistes que rebutjaven la violència. La recent popularitat del ioga i la meditació en la cultura occidental ha ajudat que molts occidentals coneguin i es familiaritzin amb ahimsa i altres conceptes de la filosofia índia. La comunicació no-violenta, desenvolupada pel Dr. Marshall Rosenberg, que es practica i ensenya en tot el món, s'ha inspirat en l'exemple de Gandhi.
Aquest últim va presentar diversos conceptes sobre la veritat, la noblesa, i l'ètica, des de Bhagavad Gita i el seu amor personal al Déu hindú Rādt. La ideologia de Gandhi sobre la vida i ahimsa, que el va conduir al seu concepte de satyagraha, o protesta pacífica, prové originàriament de la seva associació amb la filosofia hindú i la filosofia jainista.
| «                 | La no-violència és la major força a la disposició de la humanitat. És més efectiva que l'arma de destrucció més efectiva que hagi enginyat l'home. | » |
| — Mohandas Gandhi | |   |